# Lychnorhiza malayensis
Lychnorhiza malayensis is een schijfkwal uit de familie Lychnorhizidae. De kwal komt uit het geslacht Lychnorhiza. Lychnorhiza malayensis werd in 1920 voor het eerst wetenschappelijk beschreven door Stiasny. 